# Josiane Aubert
Pour les articles homonymes, voir Aubert.
Josiane Aubert, née le 7 avril 1949 au Chenit, est une personnalité politique suisse, membre du parti socialiste.

## Biographie
Née Josiane Irène Honsberger, elle est la fille d'un horloger,. Elle est mariée, mère de trois filles adultes et grand-mère de deux petits-enfants.
Après avoir obtenu une licence en sciences naturelles de l'Université de Lausanne, elle séjourne trois ans à Berlin pendant les années 1970, puis, à son retour en Suisse, elle devient coordinatrice des groupes suisses d'Amnesty International. Parallèlement, elle est enseignante secondaire (branches scientifiques) à la Vallée de Joux. Elle sera également animatrice de formation continue.
En 1992, elle adhère au Parti socialiste et entre au conseil communal de la commune du Chenit.
En 1999, elle est élue à l'Assemblée constituante vaudoise puis, en 2002, au Grand Conseil. En 2004, elle accède à la présidence du Parti socialiste du canton de Vaud, succédant à Pierre-Yves Maillard. Elle conserve cette fonction pendant quatre ans.
Elle est par ailleurs conseillère nationale pour le canton de Vaud entre 2007 et 2014. Elle y préside de la commission de la science, de l'éducation et de la culture en 2008 et 2009. Pendant son mandat, elle s'engage notamment pour des objets liés à cette commission, telle que la loi sur la formation continue ou la loi sur l'encouragement à la culture, mais également pour la protection des consommateurs ou la défense des droits des enfants. Elle est la première élue fédérale habitant à la Vallée de Joux.
Après son départ du Conseil national, elle reste vice-présidente du syndicat Travail.Suisse. À ce titre, elle s'engage en faveur de l'initiative populaire « 6 semaines de vacances pour tous » lancée par cette organisation.